# David Kabua
David Kabua (Majuro, 26 maggio 1951) è un politico marshallese, presidente delle Isole Marshall dal 14 gennaio 2020 al 3 gennaio 2024.

## Biografia
È figlio del primo presidente marshallese Amata Kabua. Per il biennio 2012/2013 ha ricoperto la carica di Ministro della Salute e dal 2014 al 2020, a seguito di un rimpasto di governo, la carica di Ministro degli Interni. A differenza della presidente Heine, Kabua è considerato filocinese. Viene eletto presidente con voto favorevole del Nitijeļā, il parlamento marshallese, con il risultato di venti favorevoli, dodici contrari e un'astensione.

## Vita privata
Kabua è sposato con Ginger Kabua. Hanno tre figli.